# Бантии
Бантиите (gens Bantia) са римска фамилия по време на Римската република.
Известен е само
- Луций Бантий, от Нола в Кампания, служи в римската войска в битката при Кана през 216 пр.н.е. Ранен и пленен от Ханибал. Освободен при акцията на римския командир Марк Клавдий Марцел.